# Irmie Vesselsky

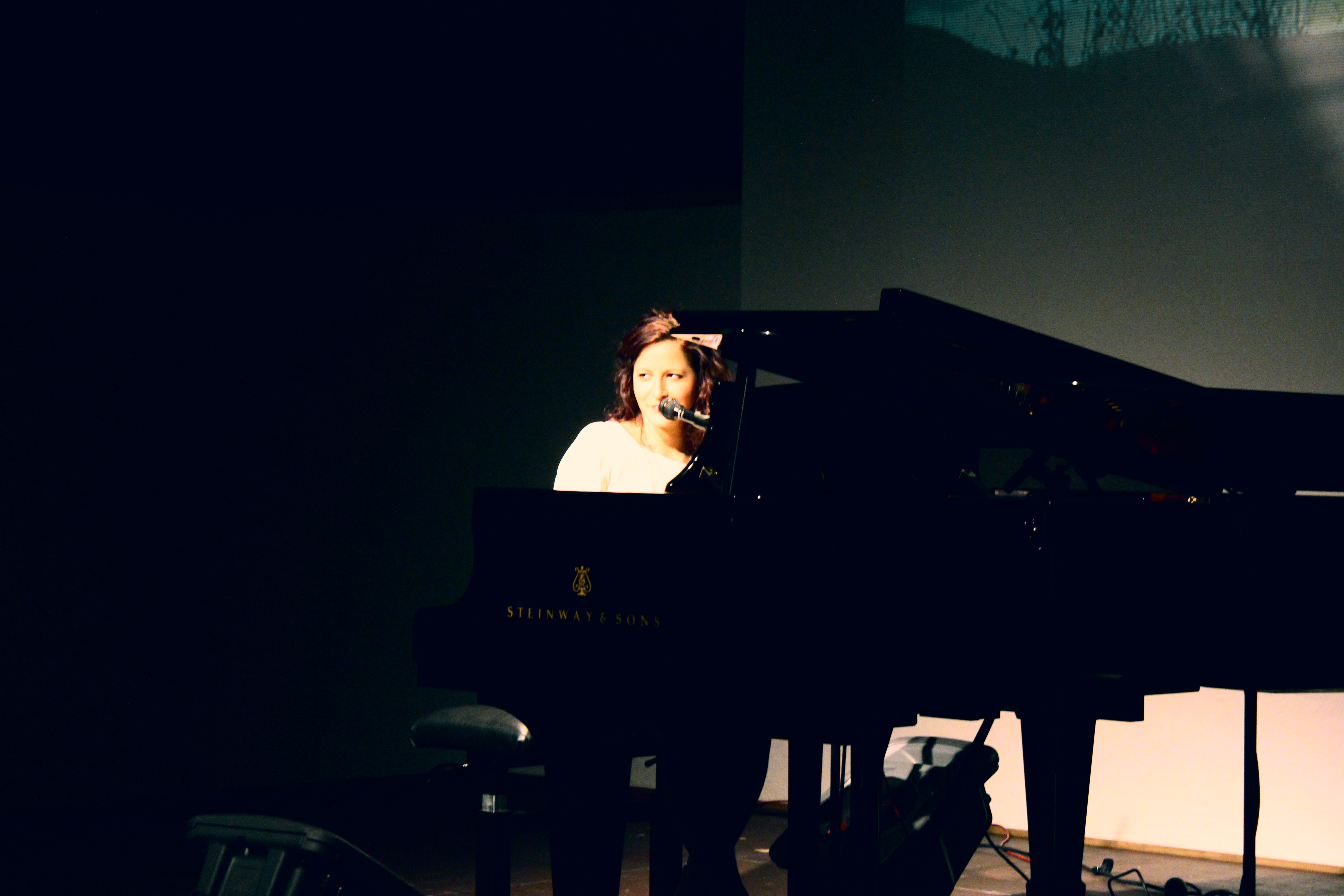
Irmie Vesselsky 2011

Irmie Vesselsky (* 27. Mai 1984 in Schiltern) ist eine österreichische Singer-Songwriterin/Pianistin und Schauspielerin.

## Karriere
2009 erreichte Vesselsky Bekanntheit durch ihr Debütalbum Parentheses of Antitheses – Pandora or The Unbending Dualism In Me, welches zunächst in Österreich auf cracked anegg records erschien und am 30. April 2010 in Deutschland und den Benelux-Staaten veröffentlicht wurde. Aufgrund der positiven Kritiken folgte 2010 eine ausgedehnte Tour durch Österreich und Ungarn. Durch die Vielseitigkeit ihres Albums wird sie auf verschieden musikalisch ausgerichteten Radiosendern wie FM4, Ö1 sowie 88.6 gespielt. Ihr zweites Album The Key (The Wisdom of Dorothy Gale or: How To Tame Your Inner Demons) erschien am 4. März 2013 auf Donauwalzer Records.
Seit 2014 ist sie auch als Schauspielerin tätig, u. a. spielte sie in der ersten Staffel der ORF-Produktion Vorstadtweiber (2015) die Rolle der Sekretärin „Ute Böhm“. 
Seit Sommer 2015 arbeitet sie zusammen mit dem Mundartdichter und Autor Wolfgang Kühn an dem neuen Projekt VESSELSKY // KÜHN. Das Album wauns amoi so aufaungt erschien am 25. November 2016 auf Donauwalzer Records.

## Würdigung
„Verdammt – da ist mir Ende letzten Jahres doch glatt eine echte Perle durchs Netz geschlüpft! Großartigste Songreiterei, eine Frau, ein Klavier, eine Stimme, die dich im Herzen trifft – Songs voll Melancholie & beinahe physisch spürbarer Schönheit. Was braucht es mehr? Sir Tralalas Geige als Sahnehäubchen“. (Andreas Russ / Kurier Freizeit, 9. Januar 2010)
„This album should be enjoyed with an open heart for "Beauty is a rare thing!"“
(Ornette Coleman)
„Auch wenn manche vielleicht Vergleiche mit Tori Amos oder Kate Bush heranziehen, ist es doch eine eigene Inselwelt, die man hier zu Gehör bekommt. Ihre Songs leben von feinsinnigen Melodien, geschickten Arrangements, den intensiven Piano-Momenten und den kontrastreichen Electronic Sounds, Beats, Drums und Strings, sowie von Texten, die nicht im Reimkalauer enden, sondern in Blickrichtung anspruchsvolle Hörkonsumenten ausgerichtet sind.“ (Manfred Horak, Kulturwoche.at, 2013)
„Sie ist vielleicht die eleganteste der aktuellen Songwriterinnen, dabei sicher auch eine der spannendsten. Die Frau entwirft wunderbare Songlandschaften die auch Kate Bush ganz gut stehen würden. Neun echte Songperlen – allesamt zum Träumen. Und zum Verlieben natürlich!“ (Kurier Freizeit, März 2013)

## Diskografie
- 2008: office4music.com #1
- 2009: Parentheses of Antitheses – Pandora or The Unbending Dualism In Me (Debütalbum bei cracked anegg records)
- 2010: Taking Stock (EP by PDF aka Phil da Funk (feat. Remix The Knife von Irmie Vesselsky))
- 2013: The Key (Donauwalzer Records)
- 2016: Wauns Amoi So Aufaungt (Donauwalzer Records)
- 2017: The Stories Of The Flying Lapdog (PDF And The Acrobats) feat. Irmie Vesselsky „Tuesday“
- 2019: Wia Waun (Donauwalzer Records)

## Auszeichnungen
- 2023: Thomas-Jorda-Preis[1]